# Långkärret (sumpmark i Finland)
Långkärret är en sumpmark i Finland. Den ligger i Pernå i landskapet Nyland, i den södra delen av landet, 70 km nordost om huvudstaden Helsingfors.